# Ökistik
Ökistik (von altgriechisch οἶκος oikos, deutsch ‚Haus, Besitz‘) bezeichnet die Lehre der menschlichen Behausungen.
Sie geht auf den griechischen Architekten und Stadtplaner Konstantinos A. Doxiadis zurück. An der Nationalen Technischen Universität Athen wurde im Jahr 1962 das Institut für Ökistik etabliert (Αθηναϊκού Κέντρου Οικιστικής).
Abgeleitet vom englischen Begriff ekistics wurde fälschlicherweise auch die Schreibweise "Ekistik" verwendet.